# تالیو دی پو
تالیو دی پو (به ایتالیایی: Taglio di Po) یک کومونه در ایتالیا است که در استان روویگو واقع شده‌است. تالیو دی پو ۷۹٫۰ کیلومتر مربع مساحت و ۸٬۵۴۹ نفر جمعیت دارد و ۰ متر بالاتر از سطح دریا واقع شده‌است.